# Jaundea spinulata
Genre
Espèce
Synonymes
- Selenca spinulata Roewer, 1912

Jaundea spinulata, unique représentant du genre Jaundea, est une espèce d'opilions laniatores de la famille des Assamiidae.

## Distribution
Cette espèce est endémique du Cameroun.

## Description
Le mâle syntype mesure 6,2 mm.

## Systématique et taxinomie
Cette espèce a été décrite sous le protonyme Selenca spinulata par Roewer en 1912. Elle est placée dans le genre Euselenca par Roewer en 1923 puis dans le genre Jaundea par Roewer en 1935.

## Publications originales
- Roewer, 1912 : « Die Familien der Assamiiden und Phalangodiden der Opiliones-Laniatores. (= Assamiden, Dampetriden, Phalangodiden, Epedaniden, Biantiden, Zalmoxiden, Samoiden, Palpipediden anderer Autoren). » Archiv für Naturgeschichte, sér. A, vol. 78, no 3, p. 1–242 (texte intégral).
- Roewer, 1935 : « Alte und neue Assamiidae. Weitere Weberknechte VIII (8. Ergänzung der "Weberknechte der Erde" 1923). » Veröffentlichungen aus dem Deutschen Kolonial- und Übersee-Museum in Bremen, vol. 1, no 3, p. 1–168.